# Bartula
Bartula (cyr. Бартула) – wieś w Czarnogórze, w gminie Bar. W 2011 roku liczyła 351 mieszkańców.